# Lapu-Lapu
Pour l’article homonyme, voir Lapu-Lapu (ville).
Lapu-Lapu (prononcé Lapou-lapou, 1491-1542) est roi de l'île de Mactan, près de Cebu dans l'archipel des Visayas, aux Philippines. Il entre dans la légende pour avoir été le premier responsable tribal à avoir résisté à la colonisation des Philippines par les Espagnols. 

## Biographie
En effet, invité par son suzerain, le roi Humabon de Cebu, à accepter le baptême requis par Fernand de Magellan, il a l'intuition qu'il doit plutôt s'agir de faire acte d'allégeance à des étrangers. C'est pourquoi il décline la christianisation. 
Se doutant que s'il voyait juste, les Espagnols engageraient une expédition punitive. Lapu-Lapu prend la tête de la résistance dans son royaume. Effectivement, les Espagnols débarquent, sûrs de leur victoire. Mais Lapu-Lapu et ses troupes les forcent à engager le combat ayant encore « les pieds dans l'eau », gênés par leurs armures. Grâce à ce stratagème, les autochtones sortent vainqueurs de la bataille de Mactan. Fernand de Magellan périt percé de flèches empoisonnées. Lapu-Lapu refusa catégoriquement de restituer sa dépouille. 
Il est reconnu comme un héros national ayant résisté aux colons espagnols. 
Bien que Lapu-Lapu n'était pas musulman, les musulmans locaux le revendiquent également comme héros.
Les Philippins appellent lapu-lapu les mérous locaux, poissons dont la consommation est très appréciée.